# Geert Emmerechts
Geert Emmerechts (Vilvoorde, 5 mei 1968) is een voormalig Belgisch voetballer. Hij speelde ook één keer voor de Rode Duivels.

## Carrière
Geert Emmerechts debuteerde in 1985 bij RWDM. Als voorstopper kreeg de 17-jarige Emmerechts veel vertrouwen van trainer Philippe Garot. Maar toen na de winterstop Tom Frivaldsky de vervanger van de ontslagen Garot werd, moest hij zich opnieuw bewijzen.
Emmerechts groeide als libero uit tot een vaste waarde bij de Brusselse club. Dat was ook bondscoach Guy Thys niet ontgaan. Hij riep hem in totaal één keer op voor de nationale ploeg. Op het einde van het seizoen maakte Emmerechts de overstap naar het Antwerp FC van trainer Georg Kessler. Hij werd er een ploegmaat van onder meer Rudy Smidts en Franky Dekenne. De club was in die dagen een Belgische subtopper, die vaak Europees speelde. In 1992 won Antwerp de Beker van België na strafschoppen. Emmerechts scoorde toen de voorlaatste penalty uit de reeks.
Als Bekerwinnaar nam Antwerp een seizoen later deel aan de Europacup II. Emmerechts en zijn collega's stootten daarin verrassend door tot in de finale. Daarin bleek het Italiaanse AC Parma te sterk. Emmerechts bleef uiteindelijk tot 2000 bij Antwerp, dat in 1998 naar Tweede Klasse was gedegradeerd. De bikkelharde verdediger stapte na acht seizoenen voor de oudste club van het land over naar reeksgenoot KSV Roeselare. Na twee seizoenen zette de ondertussen 34-jarige verdediger een stap terug. Hij speelde voor vierdeklassers KSK Hoboken en Kontich FC. Bij die laatste club raakte hij ernstig geblesseerd aan zijn knie. Hij besloot daarom een punt achter zijn carrière als voetballer te zetten.
Nadien ging hij als jeugdcoach aan de slag bij Lierse SK, waar zijn zoon bij de jeugd speelde. Het duurde niet lang alvorens RSC Anderlecht hem terug naar Brussel haalde. Hij werd trainer in verschillende leeftijdscategorieën en werd in 2010 aangesteld als de nieuwe beloftencoach van Anderlecht. Twee jaar later werd hij de assistent van hoofdcoach John van den Brom en later ook van diens opvolger Besnik Hasi. Die laatste volgde hij in 2016 naar Legia Warschau, maar later dat jaar niet naar Olympiakos Piraeus. In augustus 2017 volgde hij Jonas De Roeck op als hoofdcoach van Berchem Sport.

## Statistieken
| Seizoen | Club          | Competitie    | Competitie | Competitie |
| Seizoen | Club          | Competitie    | Wed.       | Dlp.       |
| ------- | ------------- | ------------- | ---------- | ---------- |
| 1985/86 | RWDM          | Eerste klasse | 14         | 0          |
| 1986/87 | RWDM          | Eerste klasse | 25         | 0          |
| 1987/88 | RWDM          | Eerste klasse | 26         | 0          |
| 1988/89 | Antwerp FC    | Eerste klasse | 9          | 1          |
| 1989/90 | Antwerp FC    | Eerste klasse | 24         | 1          |
| 1990/91 | Antwerp FC    | Eerste klasse | 31         | 1          |
| 1991/92 | Antwerp FC    | Eerste klasse | 33         | 0          |
| 1992/93 | Antwerp FC    | Eerste klasse | 18         | 0          |
| 1993/94 | Antwerp FC    | Eerste klasse | 24         | 1          |
| 1994/95 | Antwerp FC    | Eerste klasse | 25         | 0          |
| 1995/96 | Antwerp FC    | Eerste klasse | 20         | 0          |
| 1996/97 | Antwerp FC    | Eerste klasse | 26         | 0          |
| 1997/98 | Antwerp FC    | Eerste klasse | 26         | 0          |
| 1998/99 | Antwerp FC    | Tweede klasse | 25         | 0          |
| 1999/00 | Antwerp FC    | Tweede klasse | 32         | 0          |
| 2000/01 | KSV Roeselare | Tweede klasse | 30         | 0          |
| 2001/02 | KSV Roeselare | Tweede klasse | 21         | 0          |
| 2002/03 | KSK Hoboken   | Vierde klasse | 20         | 1          |
| 2003/04 | Kontich FC    | Vierde klasse | 0          | 0          |
| Totaal  | Totaal        | Totaal        | 429        | 7          |